# Kunsthalle Tübingen
La Kunsthalle Tübingen est un musée d'art de la ville universitaire de Tübingen, dans le Bade-Wurtemberg, en Allemagne. 
Elle a été fondée (et l'édification de son bâtiment financée) en 1971 par Paula Zundel et Margarethe Fischer-Bosch, filles de l'industriel Robert Bosch (fondateur de Robert Bosch GmbH) à la mémoire du peintre Georg Friedrich Zundel, le défunt mari de Paula Zundel.    
Le bâtiment a été construit lors de la grande expansion du nord de Tübingen dans les années 1960 et au début des années 1970, lorsque le district de Wanne (e.o.) s'est bâti à partir de presque rien en tant que quartier résidentiel sur les collines rurales du nord de la ville. 
Pendant les onze premières années de son existence, il a principalement accueilli des expositions d'art moderne et d'art contemporain. À partir de 1982, il présente fréquemment les œuvres de peintres de la modernité classique, par exemple Cézanne, Degas, Picasso, Renoir, Toulouse-Lautrec ou Henri Rousseau, tout en maintenant le cap sur l'art moderne et l'art contemporain. 
Götz Adriani, de 1971 à 2005, fut le premier directeur de la Kunsthalle et, jusqu'à maintenant, pendant la plus grande partie de son existence. Son thème principal était le rôle principal de l'art français du XIXe siècle et du début du XXe siècle pour la modernité internationale. Adriani réussit à organiser les premières expositions en Allemagne des œuvres de nombreux peintres français de la fin du XIXe siècle et du début du XXe siècle à la Kunsthalle Tübingen. En ce qui concerne l'art contemporain, il a contribué à promouvoir la carrière d'artistes tels que George Segal (1972), Richard Hamilton (1974) et Claes Oldenburg (1975). 
Martin Hellmond a été directeur de la Kunsthalle de 2006 à 2009. Le directeur actuel (conservateur) est Nicole Fritz. 